# Ignasi Ducasi i Ojeda
Ignasi Ducasi i Ojeda (Barcelona, 15 de gener de 1775 - Madrid, 1 d'abril de 1824) fou un organista, mestre de capella i compositor català.
Fou mestre de capella en l'església de l'Encarnació de Madrid, i fou compositor i organista supernumerari de la Capella Reial. Va escriure diverses misses, salms i motets.
No se sap res de la seva joventut ni de la seva formació musical, sens dubte a la seva ciutat natal o a Vic, d'on era la seva mare. Potser va començar la seva activitat a la parròquia de Sant Cugat del Rec, per a la qual va compondre l'oratori La divina pastora. El 1805 va ser nomenat mestre de capella del reial monestir de l'Encarnació de Madrid per substituir Manuel Corao, promogut a un canonicat de la catedral de Tarassona (Saragossa). Durant la guerra de la Independència, quan la capella del monestir de la Encarnació va ser suprimida, va perdre la feina. El 1815 va pensar presentar-se a l'oposició al magisteri de capella de la catedral d'Oviedo, però després va desistir del seu propòsit. Quatre anys més tard va ser elegit organista supernumerari de la Reial Capella amb motiu de la mort de Jacint Codina. Però el 1823, en acabar el Trienni Constitucional, va ser expulsat de la Reial Capella per les seves idees liberals. El seu germà Manuel Ducassi i Ojeda va ser capellà d'altar, el 1804, i baix, el 1807, de la referida Reial Capella. També va ser expulsat per Ferran VII pels mateixos motius el 1823.

## OBRES
Misses:
- Missa Laudate Dominum, 8V, Orq, I: Mp;
- Missa Ut queant laxis, 8V, Orq, I:Mp;
- Ofici i missa de difunts, 8V, Orq, E:Mp.

Lamentacions:
- Lamentació de Dimecres Sant, Tu, Orq, I:Mp;
- Lamentació de Dimecres Sant, T, Orq, I:Mp;
- Lamentació de Dimecres Sant, A, Orq, I: Mp;
- Lamentació de Dijous Sant, Tu, Orq, I:Mp;
- Lamentació de Dijous Sant, A, Orq, I:Mp;
- Lamentació de Dijous Sant, T, Orq, E:Mp.

Altres:
- La divina pastora. Drama al·legòric músic per cantar-se a la parroquia església de Sant Cucufate del Rech (Barcelona, Imp. Antonio Sastres);
- Lletania a la Santíssima Verge, 8V, Orq, I:Mp; Letania i Salve, I:Mp; Salve, E:Mp.